# نوین کیرشن
نوین کیرشن (به آلمانی: Neunkirchen) یک ناحیه روستایی در آلمان است که در زارلاند واقع شده‌است.

## خصوصیات
نوین کیرشن  ۱۴۸٬۰۶۹ نفر جمعیت دارد.

## شهرک‌ها و شهرداری‌ها
| شهرک‌ها                 | شهرداری‌ها                                                           |
| ---------------------- | ------------------------------------------------------------------- |
| 1. نویکیرشن 2. اتوایلر | 1. اپلبورن 2. ایلینگن 3. Merchweiler 4. شیفوایلر 5. اشپیزن-الفرسبرگ |